# Lachnaea filicaulis
Lachnaea filicaulis är en tibastväxtart som först beskrevs av Carl Daniel Friedrich Meisner, och fick sitt nu gällande namn av J.B.P Beyers. Lachnaea filicaulis ingår i släktet Lachnaea och familjen tibastväxter. Inga underarter finns listade i Catalogue of Life.